# Прокудени от бащин край
„Прокудени от бащин край“ е телевизионно предаване по телевизия СКАТ, посветено на българите – бежанци от българското историческо землище, прогонени от Тракия, Македония, Западните покрайнини, Северна Добруджа, Мала Азия, които с кръв, огън и жестокост, намират спасение в пределите на днешна България. То се излъчва веднъж в седмицата в рамките на един час, всяка неделя от 15:00 часа. Автор и водещ на предаването е Стоян Райчевски. За пръв път е излъчено в ефир на 25 април 2010 г. На 11 февруари 2018 г. се излъчва 357 издание на предаването.